# پیتر مرتنس
پیتر مرتنس (انگلیسی: Pieter Mertens؛ زادهٔ ۲۸ اوت ۱۹۸۰) دوچرخه‌سوار اهل بلژیک است.